# Traian Iordache
Traian Iordache (* 10. Oktober 1911 in Bukarest; † 3. April 1999) war ein rumänischer Fußballspieler und -trainer. Als Stürmer bestritt er insgesamt 93 Spiele in der höchsten rumänischen Fußballliga, der Divizia A, und wurde Torschützenkönig in der Saison 1936/37.

## Karriere als Spieler

### Vereine
Die Karriere von Iordache begann in der Saison 1936/37, als er als Spieler von Unirea Tricolor Bukarest gemeinsam mit Ștefan Dobay Torschützenkönig der höchsten rumänischen Fußballliga, der Divizia A wurde. Als der Klub nach der folgenden Spielzeit den Gang in die Divizia B antreten musste, wechselte Iordache zum Lokalrivalen Venus Bukarest, einem der erfolgreichsten Vereine der 1930er-Jahre.
Mit Venus konnte er in den Jahren 1939 und 1940 die rumänische Meisterschaft gewinnen, unterlag aber im Pokalfinale 1940 Rapid Bukarest im dritten Wiederholungsspiel. Iordache blieb Venus auch während des Zweiten Weltkrieges, als der Spielbetrieb unterbrochen werden musste treu. Nach Kriegsende wechselte er zu Carmen Bukarest, wo er im Jahr 1946 seine Karriere beendete.

### Nationalmannschaft
Obwohl Iordache zu den erfolgreichsten Torjägern der Divizia A zählte, kam er in der rumänischen Nationalmannschaft kaum zum Zuge, so dass er nur zu drei Einsätzen kam. Seinen Einstand hatte er am 8. Mai 1938 gegen Jugoslawien. Es folgten zwei weitere Länderspiele im Jahr 1942.

## Karriere als Trainer
Iordache betreute zunächst Știința Iași und in der Saison 1962/63 CSMS Iași als Trainer in der Divizia A.

## Erfolge
- Rumänischer Meister: 1939, 1940
- Rumänischer Pokalfinalist: 1940
- Rumänischer Torschützenkönig: 1937